# أكاسيوس القيصري
أكاسيوس القيصري (باليونانية: Ἀκάκιος Mονόφθαλμος)‏ كان أسقفًا مسيحيًا توفي سنة 366م، التلميذ والخليفة في الكرسي الفلسطيني في قيصرية يوسابيوس 340م ، وكتب حياته.
يستذكر بسبب معارضته المريرة للقديس كيرلس، ومن جانبه تمكّن بعد ذلك من اللعب في المراحل الأكثر حدة من جدل آري. يتحدث عنه للقديس غريغوريوس النزينزي في خطابه الحادي والعشرين الشهير على أنه «لسان الأريوسيين».